# Bhatia metcalfi
Bhatia metcalfi är en insektsart som beskrevs av Rauno E. Linnavuori 1960. Bhatia metcalfi ingår i släktet Bhatia och familjen dvärgstritar. Inga underarter finns listade i Catalogue of Life.